# Anno siderale

Schema dell'anno siderale

Schema dell'anno tropico

L'anno siderale (detto anche anno sidéreo o anno astrale) è il tempo dopo il quale il Sole, osservato dalla Terra, appare nuovamente nella stessa posizione rispetto alle stelle della sfera celeste. Corrisponde anche al periodo orbitale completo della Terra intorno al Sole, pari a 365,2564 giorni solari medi (365 giorni, 6 ore, 9 minuti e 10 secondi). A causa del moto di precessione dell'asse terrestre, l'anno siderale è di 20 minuti e 24,6 secondi più lungo dell'anno tropico, su cui si basa invece il ciclo stagionale.
Per effetto di questo moto precessionale, un computo dei mesi del calendario basato sull'anno siderale anziché su quello tropico o solare risulterebbe sfasato, a lungo andare, rispetto alle stagioni. 

## Osservazione del cielo
Dato che un osservatore sulla Terra non può vedere il Sole e le stelle nello stesso momento, c'è bisogno di un piccolo chiarimento. Osservando il cielo a est, a ogni alba, si nota che le ultime stelle che appaiono non sono sempre le stesse, ma si riscontra uno spostamento verso l'alto. Quindi nelle albe di luglio, nell'emisfero boreale, non si può vedere la costellazione di Orione, ma in agosto comincia a essere visibile. Nell'arco di un anno, tutte le costellazioni ruotano attraverso l'intero cielo. 
Questo moto è ben visibile ed è più facilmente misurabile dello spostamento nord-sud del punto da cui sorge il sole all'orizzonte, che definisce l'anno tropico sul quale è basato l'attuale calendario gregoriano.
Per questo motivo molte culture facevano partire i loro calendari dal primo giorno in cui una particolare stella (per esempio Sirio) poteva essere vista a est all'alba.
Nel poema Le opere e i giorni di Esiodo, i giorni dell'anno per seminare, raccogliere etc. erano riferiti al primo apparire di particolari stelle.